# Мисс Вселенная 2022
Мисс Вселенная 2022 (англ. Miss Universe 2022) — 71-й международный конкурс красоты Мисс Вселенная, проводился 14 января 2023 года в Конференц-центр Мориала в Новом Орлеане, Новый Орлеан, Луизиана, США.
Представительница Индии Харнааз Сандху передала корону победительнице из США — Р’Бонни Габриэль. Это первая победа США за последние 10 лет, девятая участница из США завоевавшая титул, а также самая возрастная участница, обойдя другую победительницу Андреа Меса из Мексики, победившую в 2020 году.
Участницы из 83 стран и территорий приняли участие в конкурсе. Ведущими вечера стали — Дженни Мэй и Оливия Калпо, победительница Мисс Вселенная 2012. Оливия Калпо в последний раз была ведущей конкурса в 2020 году, Дженни Мэй в последний раз приняла участие в роли ведущего в 2014 году. Катриона Грей, победительница Мисс Вселенная 2018 и Зури Холл выступали в качестве закулисных корреспондентов.
Это был первый конкурс, который проводился под руководством таиландской компании JKN Global Group, которая приобрела организацию «Мисс Вселенная» 26 октября 2022 года у Endeavor Group/IMG. Конкурс стал первым мероприятием с 1954 года, который не транслировался ни одной из крупнейших американских телекомпаний, но впервые транслировался через The Roku Channel в качестве официального вещателя шоу . Это был первый конкурс «Мисс Вселенная», который транслировался телевизионными сетями «JKN Global Group» — JKN18 и JKN-CNBC в качестве официального вещателя конкурса в Таиланде, где находится расширенная штаб-квартира Организация «Мисс Вселенная».

## Закулисье

### Место проведение и дата
В сентябре 2022 года, новостная газета El Vocero из Пуэрто-Рико сообщила, что национальным директором было разослано письмо по электронной почте, что конкурс будет проведён в первом квартале 2023 года из-за возможного совпадения сроков проведения с Чемпионатом мира по футболу 2022 в ноябре и декабре 2022 года. Так же газета «El Vocero» сообщила, что такие города, как Лос-Анджелес, Майами и Новый Орлеан в США и Нячанг во Вьетнаме, рассматривались, как потенциальные города проведения.
Позднее, в сентябре, президент «Miss Universe Organization» Паула Шугарт в интервью Новости и текущие события ABS-CBN заявила, что конкурс будет проведён в январе 2023 года. Подтвердив, что причиной переноса стало желание избежать потенциального конфликта с датами Чемпионатом мира по футболу 2022 года. Шугарт так же подтвердила, что город-организатор, скорее всего, будет объявлен на следующей неделе. 19 сентября «Miss Universe Organization» анонсировала, что конкурс будет проведён 14 января 2023 года в Конференц-центр Мориала в Новом Орлеане в Новом Орлеане, Луизиана. Четвёртый раз в истории конкурса красоты мероприятие проводилось после окончания календарного года. Предыдущие конкурсы красоты проводились в 2014, 2016 и в 2020.

### Отбор участниц
Для участия в конкурсе были отобраны участницы из 83 стран и территорий. Восемнадцать из этих участниц были выбраны после того, как заняли второе место на национальном конкурсе или были отобраны в результате кастинга.
Хлоя Пауэри-Докси, ставшая Первой Вице-мисс на «Мисс Вселенная Каймановы острова 2022», была выбрана представителем Каймановых островов после того, как победительница Тиффани Конолли, предположительно совершила нападение. Флориан Баску, ставшая Первой Вице-мисс на «Мисс Франция 2022», была выбрана после того, как победительница Диана Лейре, решила не участвовать из-за отсутствия времени на подготовку. Камила Санабрия, ставшая Первой Вице-мисс на «Мисс Боливия 2022», была выбрана после того, как победительница Фернанда Павишич высмеяла в сторис Instagram фотографии участниц на международным конкурсе «Мисс Вселенная».
В конкурсе дебютировала представительница Бутана и вернулись такие страны-участницы, как Ангола Белиз, Индонезия, Кыргызстан, Ливан, Малайзия, Мьянма, Сент-Люсия, Сейшельские острова, Швейцария, Тринидад и Тобаго и Уругвай. В прошлом, Сейшельские острова участвовали в 1995 году и впервые за 27 лет Участница из Тринидад и Тобаго в последний раз принимала участие в 2017 году. Участницы Кыргызстан, Ливан и Швейцария в последний раз принимали участие в 2018 году. Ангола и Сент-Люсия в последний раз принимали участие 2019 году, в то время как остальные в последний раз соревновались в 2020 году. Дания, Венгрия, Ирландия, Кения, Румыния и Швеция отказались от участия после того, как организаторы в этих странах не смогли провести национальный конкурс или выбрать представительницу. Первоначально, представительница Казахстана — Диана Ташимбетова была выбрана организаторами, но позднее была снята из-за споров между победительницей и владельцем лицензии по поводу недостаточной поддержки, оказанной обладательнице короны и не заменена другой участницей. Латвия должна была принять участие в конкурсе впервые с 2006 года, но выбранная победительница Кате Алексеева снялась с конкурса из-за положительного результата на COVID-19 сделанный перед отъездом. Ида Анетт Ауан представительница Норвегии, снялась с конкурса за несколько часов до телевизионной передачи из-за положительного теста на COVID-19.

## Результаты

### Места
| Место               | Участница |
| ------------------- | --- |
| Мисс Вселенная 2022 | - США — Р’Бонни Габриэль |
| 1 Вице-Мисс         | - Венесуэла — Аманда Дудамель |
| 2 Вице-Мисс         | - Доминиканская Республика — Андреина Мартинес |
| Топ 5               | - Кюрасао — Габриэла Дос Сантос - Пуэрто-Рико — Эшли Кариньо |
| Топ 16              | - Австралия — Моник Райли - Канада — Амелия Ту - Колумбия — Мария Фернанда Аристисабаль - Гаити — Миделин Фелизор - Индия — Дивита Рай - Лаос — Пайенгса Лор§ - Перу — Алессия Ровегно - Португалия — Тельма Мадейра - ЮАР — Ндави Нокери - Испания — Алисия Фаубель - Тринидад и Тобаго — Тия Джане Реми |

§ — По результатам голосования зрителей в Топ-16

### Специальные награды
| Награда                          | Участница                                        |
| -------------------------------- | ------------------------------------------------ |
| Лучший национальный костюм       | - Украина — Виктория Апанасенко                  |
| Мисс Конгениальность             | - Чили — София Депасье - Мальта — Максин Формоза |
| Премия за социальное воздействие | - Таиланд — Анна Суэнгам-ам                      |
| Премия Дух Карнавала             | - Украина — Виктория Апанасенко                  |
| Голосование за купальник от Cape | - Вьетнам — Нгуен Тхи Нгок Тяу                   |

## Конкурс

### Формат
«Miss Universe Organization» внесло несколько изменений в проведение данного конкурса. Первоначально предполагалось, что число полуфиналистов будет 20, аналогично числу полуфиналистов между 2017 и 2019 годами. Однако из-за ограниченного времени трансляции финала количество полуфиналистов было сокращено до 16, столько же, сколько и в 2021 году. По результатам предварительного конкурса, состоявшего из конкурса купальников, конкурса вечерних платьев и закрытого собеседования, были определены 15 первых полуфиналисток, прошедших в первый отборочный тур. Так же использовалось интернет-голосование, в ходе которого зрители могли отдать свой голос за одну участницу, вышедшую в полуфинал. Впервые за последний год, Топ-16 участниц выходили в купальных костюмах и вечерних платьях. После чего были выбраны Топ-5. Пять оставшихся участниц отвечали на вопросы жюри. Из числа трёх оставшихся участниц была выбрана победительница и две Вице-мисс.

### Отборочная комиссия
- Химена Наваррете — победительница Мисс Вселенная 2010 из Мексики[36][37]
- Big Freedia[англ.] — Американский рэпер и исполнитель, которому принадлежит заслуга в популяризации «bounce music»[36][37]
- Мара Мартин — Американская модель и соучредитель компании «Vyral Media PR»[36][37]
- Венди Фитцвилльям — победительница Мисс Вселенная 1998[36][37]
- Эмили Остин — Американская актриса, спортивный журналист, модель и представитель социальных сетей[36][37]
- Оливия Квидо — Филиппино-китайский генеральный директор и основатель компании «O Skin Med Spa»[36][37]
- Мирка Делланос[англ.] — Американская теле- и радиоведущая, журналист, писательница и светская львица[36][37]
- Света Патель — Индийский вице-президент по маркетингу роста и мерчандайзингу в компании «Roku[англ.]»[36][37]
- Оливия Джордан — победительница Мисс США 2015 и 2 Вице Мисс Вселенная 2015 (только в качестве предварительного судьи)[36][37]
- Кэтлин Вентрелла — Директор по маркетингу компании «ImpactWayv» из Пуэрто-Рико (только в качестве предварительного судьи)[36][37]

## Участницы
83 участницы приняли участие в конкурсе.
| Страна/Территория                   | Участница                   | Возраст | Родной город / регион              |
| ----------------------------------- | --------------------------- | ------- | ---------------------------------- |
| Албания                             | Дета Кокомани               | 22      | Дуррес                             |
| Ангола                              | Свелия Антониу              | 25      | Луанда                             |
| Аргентина                           | Барбара Кабрера             | 26      | Буэнос-Айрес                       |
| Армения                             | Кристина Аянян              | 25      | Ереван                             |
| Аруба                               | Киара Арендс                | 24      | Ораньестад                         |
| Австралия                           | Моник Райли                 | 27      | Сидней                             |
| Багамские Острова                   | Энджел Картрайт             | 28      | Лонг-Айленд                        |
| Бахрейн                             | Эвлин Халифа                | 24      | Эр-Рифа-эш-Шарки                   |
| Бельгия                             | Шайенн Ван Аарл             | 23      | Антверпен                          |
| Белиз                               | Эшли Лайтбёрн               | 26      | Белиз                              |
| Бутан                               | Таши Чоден                  | 23      | Вангди-Пходранг                    |
| Боливия                             | Камила Санабрия             | 28      | Санта-Крус-де-ла-Сьерра            |
| Бразилия                            | Миа Мамеде                  | 27      | Витория                            |
| Виргинские Острова (Великобритания) | Лия Клэкстон                | 19      | Тортола                            |
| Болгария                            | Кристина Пламенова          | 26      | Бяла-Слатина                       |
| Камбоджа                            | Манита Анг                  | 24      | Пномпень                           |
| Камерун                             | Мукет Линетт Джелли         | 26      | Буэа                               |
| Канада                              | Амелия Ту                   | 21      | Ванкувер                           |
| Острова Кайман                      | Хлоя Пауэри-Докси           | 25      | Джорджтаун                         |
| Чили                                | София Депасье               | 24      | Сантьяго                           |
| Китай                               | Сичэнь Цзян                 | 26      | Шанхай                             |
| Колумбия                            | Мария Фернанда Аристисабаль | 25      | Армения                            |
| Коста-Рика                          | Мария Фернанда Родригес     | 25      | Кесада                             |
| Хорватия                            | Арьяна Подгайски            | 20      | Крапина                            |
| Кюрасао                             | Габриэла Дос Сантос         | 20      | Виллемстад                         |
| Чехия                               | Сара Микуленкова            | 20      | Валашске-Мезиржичи                 |
| Доминиканская Республика            | Андреина Мартинес           | 25      | Сантьяго-де-лос-Трейнта-Кабальерос |
| Эквадор                             | Найели Гонзалес             | 26      | Эсмеральдас                        |
| Сальвадор                           | Алехандра Гуахардо          | 26      | Кабаньяс                           |
| Экваториальная Гвинея               | Альба Изабель Обама         | 21      | Мбини                              |
| Финляндия                           | Петра Хямяляйнен            | 26      | Савонлинна                         |
| Франция                             | Флориан Баску               | 20      | Ле-Ламантен                        |
| Германия                            | Сорайя Кольманн             | 24      | Лейпциг                            |
| Гана                                | Энграсия Мофуман            | 27      | Кумаси                             |
| Великобритания                      | Ноки Симбани                | 25      | Дерби                              |
| Греция                              | Корина Эммануилиду          | 22      | Козани                             |
| Гватемала                           | Ивана Батчелор              | 22      | Кесальтенанго                      |
| Гаити                               | Миделин Фелизор             | 27      | Порт-о-Пренс                       |
| Гондурас                            | Ребека Родригес             | 20      | Сан-Педро-Сула                     |
| Исландия                            | Храфнхильдур Харальдсдоттир | 18      | Рейкьявик                          |
| Индия                               | Дивита Рай                  | 25      | Мангалур                           |
| Индонезия                           | Лаксми Де-Нефе Суардана     | 26      | Убуд                               |
| Италия                              | Вирджиния Стаблум           | 24      | Тренто                             |
| Ямайка                              | Тошами Кальвин              | 26      | Сент-Томас                         |
| Япония                              | Мэрибелен Сакамото          | 24      | Тиба                               |
| Косово                              | Роксана Ибрагими            | 24      | Приштина                           |
| Кыргызстан                          | Алтынай Ботоярова           | 18      | Бишкек                             |
| Лаос                                | Пайенгса Лор                | 21      | Вьентьян                           |
| Ливан                               | Ясмина Зайтун               | 20      | Кфарчуба                           |
| Малайзия                            | Чим Вей Инг                 | 27      | Семеньих                           |
| Мальта                              | Максин Формоза              | 22      | Сент-Джулианс                      |
| Маврикий                            | Александрин Бель-Этуаль     | 26      | Курепипе                           |
| Мексика                             | Ирма Миранда                | 26      | Сьюдад-Обрегон                     |
| Мьянма                              | Зар Ли Мо                   | 21      | Банмо                              |
| Намибия                             | Кассия Шарпли               | 23      | Виндхук                            |
| Непал                               | София Бхуджел               | 27      | Катманду                           |
| Нидерланды                          | Она Муди                    | 25      | Амстердам                          |
| Никарагуа                           | Норма Хембес                | 24      | Сан-Маркос                         |
| Нигерия                             | Ханна Ирибхогбе             | 21      | Эдо                                |
| Панама                              | Солярис Барба               | 23      | Читре                              |
| Парагвай                            | Лия Эшмор                   | 27      | Вильяррика                         |
| Перу                                | Алессия Ровегно             | 24      | Лима                               |
| Филиппины                           | Селеста Кортези             | 25      | Пасай                              |
| Польша                              | Александра Клепачка         | 23      | Лодзь                              |
| Португалия                          | Тельма Мадейра              | 23      | Порту                              |
| Пуэрто-Рико                         | Эшли Кариньо                | 28      | Фахардо                            |
| Россия                              | Анна Линникова              | 22      | Оренбург                           |
| Сент-Люсия                          | Шерис Пол                   | 27      | Кастри                             |
| Сейшельские Острова                 | Габриэлла Гонтье            | 24      | Маэ                                |
| Сингапур                            | Карисса Яп                  | 22      | Сингапур                           |
| Словакия                            | Каролина Михальчикова       | 24      | Тренчин                            |
| ЮАР                                 | Ндави Нокери                | 23      | Цанен                              |
| Республика Корея                    | Ханна Ким                   | 28      | Сеул                               |
| Испания                             | Алисия Фаубель              | 26      | Аликанте                           |
| Швейцария                           | Алия Гинди                  | 19      | Вале                               |
| Таиланд                             | Анна Суэнгам-ам             | 24      | Бангкок                            |
| Тринидад и Тобаго                   | Тия Джане Реми              | 25      | Арука                              |
| Турция                              | Алейна Сирин                | 21      | Стамбул                            |
| Украина                             | Виктория Апанасенко         | 28      | Чернигов                           |
| Уругвай                             | Карла Ромеро                | 25      | Монтевидео                         |
| США                                 | Р’Бонни Габриэль            | 28      | Хьюстон                            |
| Венесуэла                           | Аманда Дудамель             | 23      | Мерида                             |
| Вьетнам                             | Нгуен Тхи Нгок Тяу          | 28      | Тэйнинь                            |